# Abbas outgivna låtar
Abbas outgivna låtar är en sammanställning av sånger som komponerades och spelades in av den svenska popgruppen Abba, men som, av olika anledningar, aldrig blev utgivna. 

## Historik
Flertalet av inspelningarna som listas nedan är demoinspelningar som inte var ämnade för utgivning. Dessa inspelningar, jämte olika mixar av samma melodi, brukade inte ha någon färdig text med titel, varför gruppens inspelningstekniker Michael B. Tretow satte komiska nonsenstitlar på dem. Detta främst för att kunna särskilja de olika inspelningarna. 
Låtskrivarna Benny Andersson och Björn Ulvaeus brukade även prova olika texter, stämningar och tempo i en och samma melodi innan de kände sig nöjda. Därför finns flertalet melodier i olika inspelningar och med olika titlar. 
Några av gruppens outgivna inspelningar sattes samman i ett över 20 minuter långt medley - Undeleted - till samlingsboxen Thank You for the Music 1994, men merparten av inspelningarna är än i denna dag outgivna.

## 1973
- Ring Ring (instrumental)

Inspelningen av denna instrumentala version påbörjades den 23 juli 1973. Ring Ring hade släppts som singel våren 1973 och renderat gruppen deras första internationella framgång. Denna version gjordes för att användas av gruppen vid framträdanden i exempelvis TV-shower.

## 1974
- Rikky Rock 'N' Roller

Inspelningen påbörjades den 15 september 1974 i Glen Studio. Den här sången spelades in under perioden för Abbas tredje album Abba, men sången lämnades ofärdig, eftersom gruppen hade bestämt att deras version var olämplig för en utgivning. Den svenska rockstjärnan Jerry Williams spelade in och gav ut den på sitt album Kick Down 1976. Ett utdrag av Abbas demoinspelning finns med i medleyt Undeleted från 1994.
- Terra Del Fuego

Inspelningen påbörjades den 16 september 1974 i Glen Studio. Det datumet spelade man in en demo med titeln Dixie. Melodin fick en demotext med titeln Here Comes Rubie Jamie och denna version är unik, då det är den enda studioinspelningen med solosång av alla fyra gruppmedlemmar. Ett utdrag av denna version togs med i medleyt Undeleted 1994, där dock bara Benny Anderssons och Anni-Frid Lyngstads solopartier hörs. Sista gången som gruppen arbetade med Terra Del Fuego var 13 februari 1975.
- Baby (Tidig demoversion av Rock Me)

Inspelningen påbörjades 18 oktober 1974 i Glen Studio med demotiteln Didn't I. I den slutgiltiga versionen, Rock Me, som togs med på gruppens tredje album, sjungs sången av Björn Ulvaeus. Baby sjöngs in av Agnetha Fältskog. En del av denna inspelning finns med i Undeleted-medleyt från 1994.

## 1975
- I Do, I Do, I Do, I Do, I Do (Tidig demoversion)

Inspelningen påbörjades 21 februari 1975 i Metronome studio. Denna tidiga version innehåller en extra vers. Den har aldrig släppts officiellt. 
- Tango (Tidig version av Fernando)

Inspelningen påbörjades 4-5 augusti 1975 i Glen Studio. Sången var ursprungligen ämnad för Anni-Frid Lyngstads soloalbum, men en engelsk text skrevs under hösten 1975 och även Abba spelade in den. Denna tidiga version med svensk text i tangotakt finns med i medleyt Undeleted från 1994. 
- Boogaloo (Tidig version av Dancing Queen)

Inspelningen påbörjades 4-5 augusti 1975 i Glen Studio. Anni-Frid Lyngstad berättade i boken ABBA - människorna och musiken 1996; "Jag minns att Benny kom hem med ett band som bakgrunden var inspelad på och spelade det för mig. Jag tyckte att den var så fantastiskt vacker att jag började gråta." 
När en text med titeln Dancing Queen hade skrivits, hade sången en längre andra vers, vilken dock klipptes bort innan utgivningen. Texten löd: "Baby, baby, you're out of sight/hey, you're looking all right tonight/when you come to the party/listen to the guys/they've got the look in their eyes". Dock besöktes gruppen av ett filmteam vid inspelningen och det rörliga materialet från när Fältskog och Lyngstad sjunger versen har visats i ett flertal TV-dokumentärer om gruppen från 1990-talet och framåt. Den längre versen finns dessutom på den av Abba inspelade spanskspråkiga versionen av Dancing Queen (Reina Danzante) från 1980.
- To Live With You (engelsk version av Lycka)

Sången Lycka gavs ut av duon Björn & Benny på deras första gemensamma musikalbum Lycka 1970 och finns dessutom inspelad och utgiven av Anni-Frid Lyngstad på hennes första musikalbum. Abbas demoinspelning, med Björns solosång, gjordes 1975, men övergavs snart. Inspelningen gavs ut som bonusspår på en digitaliserad CD av Björn & Bennys album Lycka i maj 2006.  

## 1976
- Memory Lane (Tidig version av Why Did it Have to be Me/Happy Hawaii)

Inspelningen påbörjades den 26 april 1976 i Metronome studio. en första demoinspelningen av melodin hade titeln Why Did it Have to be Me, vilken ersattes av en inspelning med text och titeln Memory Lane. Denna version har aldrig offentliggjorts. Ytterligare två versioner av melodin spelades in där en återgång till den ursprungliga titeln Why Did it Have to be Me togs med på Arrival-albumet 1976 och Happy Hawaii som valdes som B-sida på singelskivan Knowing Me, Knowing You 1977. 
- When I Kissed the Teacher (Tidig mix)

Inspelningen påbörjades 14 juni 1976 i Metronome studio. Demoinspelningen av sången hade titeln Rio de Janeiro. När texten var klar användes den nya sången i den svenska TV-showen Abba-dabba-doo!!, där gruppen agerade mot Magnus Härenstam, som gestaltade läraren som blir kysst. Senare mixades inspelningen om till den slutgiltiga version som återfinns på albumet Arrival.
- Funky Feet

Inspelningen påbörjades den 19 juli 1976 i Metronome studio. Sången spelades in under Arrival-perioden, men ströks eventuellt på grund av likheter med Dancing Queen. Sången spelades istället in av duon Svenne & Lotta som togs med den på sitt album Letters 1976. Även den australienska gruppen The Studs, svenska Alcazar och det svenska Abba-tributbandet Arrival har spelat in egna versioner av sången och givit ut den.
- Monsieur, Monsieur (Tidig demoversion av My Love, My Life)

Inspelningen påbörjades 20 augusti 1976 i Metronome studio. Precis som i den slutgiltiga versionen sjunger Agnetha Fältskog denna demotext. I Sveriges Radios program A för Agnetha 1976 spelades Monsieur, Monsieur i bakgrunden under en intervju med Fältskog.
- National Song (Återinspelning av Fernando)

En kortare nyinspelning där gruppen återvände till den befintliga musikbakgrunden till Fernando, som gavs ny text. Inspelningen användes i reklamfilmer för det japanska företaget National. Reklamfilmerna gjordes för att kunna finansiera gruppens kommande världsturné.

## 1977
- I Am An A

Sången skrevs för gruppens världsturné 1977. Texten skrevs av alla medlemmar och beskriver dem skämtsamt som A, B, B och A. Den var aldrig planerad för studioversion och delar av refrängen användes senare i Free as a Bumblebee (se nedan, 1978), men eftersom inte heller den sången gavs ut, användes melodin slutligen i musikalen Chess för sången I Know Him So Well, vilken blev etta på singellistan i Storbritannien 1984.
- Get on the Carousel

Sång från världsturnén 1977, skriven till mini-musikalen The Girl with the Golden Hair som gruppen framförde på scenen. Övriga sånger från mini-musikalen; Thank You for the Music, I Wonder (Departure) och I'm a Marionette släpptes på gruppens femte studioalbum The Album 1977. Get on the Carousel ansågs vara för vek för att arbeta vidare på, men melodin användes som stick i Hole In Your Soul ("...ahaa, the songs you sing are too romantic..."). Get on the Carousel förekommer även i långfilmen Abba – the Movie, men har aldrig släppts officiellt.
- I Believe in You

Inspelningen påbörjades 19 juli 1977 i Marcus Music Studio. Inspelningen är förkommen och titeln förekommer endast nedtecknad på detta datum. Det är inte känt vad som hände med denna inspelning eller om melodin använts till någon annan inspelning. Det kan även ha varit ett arbetsnamn på en annan melodi. 
- Billy Boy (Tidig version av Take a Chance on Me)

Inspelningen påbörjades 3 augusti 1977 i Marcus Music Studio. Ett utdrag av denna instrumentala demoinspelning finns med i Undeleted-medleyt från 1994 och kallas då endast för "en tidig version av Take a Chance on Me". 
- Love for Me is Love Forever (Tidig version av Move On)

Inspelningen påbörjades 4 augusti 1977 i Marcus Music Studio. Innan man fann den slutgiltiga texten (skriven av Stikkan Anderson) provades flertalet olika stämningar och texter till denna melodi. Den första demoinspelningen kallades Yippee Yay, vilken följdes av inspelningen Big John, där man inspirerades av Jimmy Deans låt Big Bad John från 1961. När den idén övergavs, provade man en countryinspirerad inspelning med titeln Joanne. Delar av texten till Love for Me is Love Forever kom att följa med till den slutgiltiga versionen, Move On, som gavs ut på The Album 1977. 
- Scaramouche (Instrumental)

Detta är en demoinspelning från 1977. Några delar av melodin dyker upp i låten Merano i musikalen Chess 1984. Ett utdrag av Scaramouche finns med i Undeleted-medleyt från 1994.

## 1978
- Crying Over You

En demoinspelning från 1978 med Björn Ulvaeus som solosångare. Ett utdrag ur denna låt finns på Undeleted-medleyt från 1994. Låten är till stora drag identisk med "Don't pass me by" av Beatles.
- Mountain Top/Dr.Claus Von Hamlet nos. 1, 2 and 3

Inspelningen påbörjades 13 mars 1978 i Metronome Studio. Denna melodi ägnades mycket tid och kompositionen genomgick flera ändringar. För att skilja dem åt fick de alla olika nonsenstitlar. En av demoversionerna innehåller text och sång av Björn Ulvaeus med titeln Mountain Top och en annan instrumental version har namnet Dr. Claus von Hamlet och finns i tre versioner. En senare omarbetning, Hamlet III, med sång av Agnetha Fältskog och Anni-Frid Lyngstad, spelades in den 31 augusti 1978. I denna version sjungs en text som ser tillbaka på en romans under "those happy autumn days". Denna, jämte en instrumental version av Dr. Claus von Hamlet finns med i Undeleted-medleyt från 1994. Delar av kompositionen användes i juni 1980 i demon Burning My Bridges (se nedan, 1980). Melodin användes inte igen förrän 1987, då Benny Andersson gjorde sitt första folkmusikalbum, Klinga mina klockor, och där dök melodin upp i en instrumental inspelning med titeln Lottis Schottis.
- Free as a Bumble Bee

Inspelningen påbörjades 29 maj 1978 i Metronome Studio.
En demoinspelning utan text inspelades på detta datum. Den fick titeln Svantes Inferno. En demotext skrevs därefter och den sjöngs in av Björn Ulvaeus och Benny Andersson på sång. Refrängen togs från I Am An A (se ovan, 1977) och delar av melodin gjordes senare om till I Know Him So Well ur musikalen Chess, utgiven 1984. En del av Free as a Bumble Bee finns med i Undeleted-medleyt från 1994. 
- Summer Night City (Tidiga mixar)

Inspelningen påbörjades 29 maj 1978 i Metronome Studio med arbetstiteln Kalle Skändare. Enligt gruppens inspelningstekniker Michael B. Tretow finns det över 30 olika mixar av den här låten bevarade, alla ska vara olika slutversionen som gavs ut som en singel 1978. En kortare plojversion finns med i Undeleted-medleyt som gavs ut 1994. En längre version med ett instrumentalt stråkintro gavs ut på samlingsboxen Thank You for the Music 1994. Den inspelningen återfinns även i den senare utgivna CD-boxen The Complete Studio Recordings.
- Just a Notion

Inspelningen påbörjades 17-18 augusti 1978 i Polarstudion. En demo av melodin bar titeln Ich Hab Angst. En liten del av Just a Notion togs med i Undeleted-medleyt 1994. 
En fullständig version kom långt senare att spelas in av coverbandet Arrival, där bland andra Abbas basist Rutger Gunnarsson medverkat som musiker. Deras inspelning togs med på deras album First Flight 1999. Det är oklart om det är samma text som Abbas originalinspelning, eller skriven speciellt för Arrivals version. 22 oktober 2021 gavs låten till slut ut som en singel från det kommande albumet Voyage.
- Dream World

Inspelningen påbörjades 27 september 1978 i Polarstudion.
En första demoinspelning hade titeln Dream Land. Delar av refrängen kom att med ny text användas i Does Your Mother Know 1979. Dream World är en av få tidigare outgivna låtar som gavs ut i sin helhet på samlingsboxen Thank You for the Music 1994. Den har senare förekommit som bonusspår på deluxeutgåvan av CD:n Voulez-Vous.
- If It Wasn't for the Nights (Tidig mix)

Inspelningen påbörjades 25 oktober 1978 i Polarstudion. Arbetsnamnet på första demoinspelningen var Pandemonium. Denna tidiga mix av den slutgiltiga versionen framfördes playback vid TV-framträdanden i Japan och Storbritannien 1978 och skiljer sig från den senare utgivna versionen då den inte hade stråkar.
- Nämdöfjärden

Inspelningen påbörjades den 13 december 1978 i Polarstudion. Instrumental inspelning med Benny Andersson vid sin synthesizer. Melodin har aldrig återanvänts eller publicerats. 
- In the Arms of Rosalita (Tidig version av Chiquitita)

Inspelningen påbörjades den 13 december 1978 i Polarstudion med demotiteln Kålsupare. Ett utdrag av inspelningen kan höras i en brittiska TV-dokumentären The Winner Takes It All från 1999. Sången sjungs av Anni-Frid Lyngstad.
Melodin kom även att få en ny text och spelades in med titeln Chiquitita Angelina då både Lyngstad och Fältskog delade på sången. I den slutgiltiga versionen sjunger Agnetha Fältskog solopartierna.

## 1979
- Does Your Mother Know (Tidig mix)

Inspelningen påbörjades den 6 februari 1979 i Polarstudion med titeln I Can Do It. Guppen framförde Does Your Mother Know i BBC:s TV-special Abba in Switzerland 1979, där sången framförs i en tidig mix med ett längre intro. Delar av denna version kommer från gruppens oinspelade sång I Want You från 1975 och är inkluderad i Does Your Mother Know-scenen i musikalen Mamma Mia! sedan premiären 1999. En del partier från det oanvända introt kom senare att dyka upp i 1982 års inspelning av You Owe Me One.
- Sång till Görel

Inspelningen påbörjades 7 juni 1979 i Polarstudion. 
En sång tillägnad gruppens skivbolagsassistent Görel Hanser inför hennes 30-årsdag 21 juni 1979. Den gavs aldrig ut kommersiellt, men ett femtiotal skivor pressades och delades ut till gästerna som närvarade på kalaset. Skivan har sedan dess blivit en raritet och sången har aldrig återutgivits sedan dess. Förutom Abba medverkar gruppens manager Stikkan Anderson på sång. 
- Lady Bird

Inspelningen påbörjades 25 juni 1979 i Polarstudion.
En instrumental melodi som senare kom att användas i Someone Else's Story i musikalen Chess 1986 (ej på konceptalbumet från 1984). Låten skrotades säkerligen då den påminde om Tomorrow från musikalen Annie. 
- And the Wind Cries Mary

Inspelningen påbörjades 25 juni 1979 i Polarstudion.
En instrumental melodi som är outgiven än idag. Melodin har aldrig återanvänts i någon senare utgiven sång. 
- Under My Sun/Rubber Ball Man

Inspelningen påbörjades den 8 augusti 1979 i Polarstudion. Under My Sun spelades aldrig in i studion, men en inspelning från Europa Film Studios när gruppen övar inför sin världsturné, där den var tänkt att innefattas, finns bevarad. Låten ströks från programmet innan turnén påbörjades. 
I Polarstudion spelade gruppen in melodin med titeln Rubber Ball Man, vars text inte har någon egentlig mening - den skrevs för att ge gruppen en känsla av ljudet i sången, innan en riktig text skrevs till den. Leadsången delas av Agnetha Fältskog och Anni-Frid Lyngstad. En del av Rubber Ball Man finns med i Undeleted-medleyt från 1994. 
Delar av melodin i versen användes senare i Under Attack 1982. ("and every day the hold is getting tighter.../I wish there was a way that I could show you...").
- I'm Still Alive

Skriven av Agnetha Fältskog och Björn Ulvaeus och aldrig inspelad i studion. Den framfördes live under världsturnén i Nordamerika och Europa 1979, men togs sedan inte med på nästa musikalbum. 2014 gavs I'm Still Alive ut i en liveinspelning från London i november 1979 på albumet Live at Wembley Arena. Melodin spelades den in av Kicki Moberg med svensk text skriven av Ingela Forsman. Den fick titeln Här är mitt liv och gavs ut på Polar Music 1981. 

## 1980
- Burning My Bridges

Inspelningen påbörjades 3 juni 1980 i Polarstudion.
Country/Rockabillylåt inspelad med Björn Ulvaeus på solosång. En del av inspelningen finns med i medleyt Undeleted från 1994. Delar av melodin återanvände den outgivna inspelningen Dr. Claus von Hamlet (se ovan, 1978).
- Put On Your White Sombrero

Inspelningen påbörjades 9 september 1980 i Polarstudion.
Denna sång var helt färdiginspelad med Anni-Frid Lyngstad som leadsångerska och redo att tas med på gruppens sjunde album, men när man skrev och spelade in sången Super Trouper, togs den bort och förblev outgiven fram till 1994. Den var då en av få outgivna låtar som togs med i sin helhet på samlingsboxen Thank You for the Music. Inspelningen har senare förekommit som bonusspår på deluxeutgåvan av CD:n Super Trouper. Den första demoinspelningen hade titeln Spansk II. Senare inspelade versioner av melodin betitlades Big Party on Mallorca och Padre, vilket tydligt visar att den spanska tonen i den slutgiltiga inspelningen fanns med redan från början. 

## 1981
- Hovas vittne

Inspelningen påbörjades 18 januari 1981 i Polarstudion.
Sång på svenska, inspelad som en hyllning till gruppens manager Stikkan Andersons 50-årsdag 25 januari 1981, och gavs ut i ett fåtal kopior till gästerna som närvarade på kalaset. Denna skiva har sedan dess blivit en raritet. Titeln står för orten Hova i Västergötland, i vilken Anderson föddes och anspelar med skämt på trossamfundet Jehovas vittnen. Gruppen spelade in en musikvideo till sången, där de iklädda sina kostymer från Eurovision Song Contest 1974 framför låten. Sången innehåller en 4-takters passage som senare användes i musikalen Chess ouvertyr Merano.
- Tivedshambo (instrumental)

Inspelningen påbörjades 18 januari 1981 i Polarstudion.
En instrumental inspelning av Stikkan Andersons första utgivna sång. Den gavs ut som B-sida på den begränsade Hovas vittne-singeln (se ovan, 1981). Gruppen återvände till Tivedshambo 1986 och framförde den live med text i det svenska TV-programmet Här är ditt liv där Stikkan Anderson var gäst.
- When All Is Said and Done (demoversion och olika mixar)

Inspelningen påbörjades 16-19 mars 1981 i Polarstudion.
Instrumental version inspelad 1981 med en annorlunda brygga. En version med sång innehåller en mer känslomässig repetition av den första versen efter den tredje, som gör spåret till 4:20 minuter istället för den utgivna versionen på 3:15 minuter. 
- Nationalsång (instrumental, tidig version av Anthem)

Inspelningen påbörjades 16-19 mars 1981 i Polarstudion.
Instrumental inspelning som senare kom att användas i Anthem, ur musikalen Chess 1984. Bland Abba-fans har inspelningen stundom felaktigt benämnts Opus 10, då demoinspelningen förekommit på bootlegskivor och därigenom blivit tillgänglig för fansen. Titeln Opus 10 skrevs i en tidningsartikel 1982 efter att en journalist besökt gruppen i studion under arbetet med gruppens tionde skiva (inberäknat de två Greatest Hits-skivorna).
- Fanfare for Icehockey World Championships '81

Inspelningen påbörjades 16-19 mars 1981 i Polarstudion.
Kort instrumental melodi skriven för världsmästerskapet i ishockey 1981 i Sverige. Den användes även som jingle/signaturmelodi för TV-specialen Dick Cavett Meets Abba 1981, men har aldrig förekommit på officiell skiva med Abba.
- Two for the Price of One (Tidig demoversion)

Inspelningen påbörjades 16-19 mars 1981 i Polarstudion.
Sången framförs av Björn Ulvaeus. Den tidiga versionen har en annorlunda text och sjungs från ett förstapersonsperspektiv ("I have what you might call a simple occupation/I clean the toilets of the local railway station/With no romance in my life/Sometimes I wish I had a wife"). I den slutgiltiga, utgivna versionen sjungs om en man i tredje person och kvinnan som besjungs hade bytts från "Alice Lexy", med en röst som var "kind of sexy", till "Alice Whiting" och med en röst som var "quite exciting".
- I am a Seeker

Inspelningen påbörjades 25 maj 1981 i Polarstudion.
Instrumental demo vars första version hade titeln I am Musician. Sången gavs senare till hyllningsmusikalen Abbacadabra, som använde sig av Abbalåtar, men med nya texter. Musikalskaparna gav den då text och den nya titeln I am the Seeker. Den versionen spelades in och gavs ut på singelskiva av brittiske sångaren B. A. Robertson. Melodin i sticket användes långt senare av Benny Andersson i sången Upp till dig från Benny Anderssons orkesters album BAO 3 2007.
- Givin' a Little Bit More

Inspelningen påbörjades 25 maj 1981 i Polarstudion.
Demo inspelad 1981 med sång av Björn Ulvaeus. En liten del av denna version finns med i medleyt Undeleted från 1994.
- Like An Angel Passing Through My Room (tidiga demoversioner)

Inspelningen påbörjades 26 maj 1981 i Polarstudion.
Före den slutgiltiga versionen, som togs med på albumet The Visitors, testades melodin i en rad olika utformningar. En demoversion med Björn Ulvaeus på solosång, sjungandes Twinkle Twinkle övergavs när man skrev en text med titeln Another Morning Without You, en ballad som sjöngs in av Anni-Frid Lyngstad. Snart fann man den slutgiltiga texten och döpte den till An Angel Passing Through My Room, men man arbetade vidare på vilken stämning melodin skulle få. Gruppen spelade in en discoversion likt Lay All Your Love On Me med sång av både Frida och Agnetha Fältskog. Texten hade nu börjat likna den slutgiltiga versionen, men man skrotade discoversionen och spelade in en lugnare version med en mer operalik känsla med fokus på Fridas sång. Den slutgiltiga mixen gjordes den 13 november 1981. Flera olika inspelningar av melodin sattes samman till ett över nio minuter långt medley som gavs ut som bonusspår på CD:n The Visitors deluxeutgåva 2012 och fick titeln From a Twinkling Star to an Angel Passing By.

## 1982
- Just Like That

Inspelningen påbörjades 4 maj 1982 i Polarstudion.
Vid denna tid hade gruppmedlemmarna påbörjat flertalet andra projekt och detta år gjordes endast ett fåtal inspelningar med Abba. Flera demoversioner av Just Like That finns inspelade, bl.a. en inspelning med saxofonsolo av Raphael Ravenscroft. Titeln nämndes i en svensk tidning av en journalist som besökte Abba i studion 1982. Eftersom inspelningen sen inte gavs ut, men fansen ändå kände till titeln, nådde sången nästan en kultstatus bland fansen, som den "hemliga" inspelningen. 1994 togs en del av inspelningen med i medleyt Undeleted, men hela kompositionen är outgiven än idag. Den svenska duon Gemini spelade in en annorlunda version av sången till deras musikalbum Gemini 1985. Delar av melodin planerades att användas i musikalen Chess (se nedan, When the Waves Roll out to Sea 1983), men kom inte med förrän musikalen uppsattes på svenska i Stockholm under 2000-talet. Melodin hette då Glöm mig om du kan och sjöngs av Per Myrberg.  
- I am the City

Inspelningen påbörjades 5-6 maj 1982 i Polarstudion.
Sången var egentligen avsedd att ingå i det som skulle ha varit gruppens nionde studioalbum. Planerna ändrades dock och ett samlingsalbum släpptes istället. Därefter gick gruppmedlemmarna skilda vägar och låten förblev outgiven. Som ett resultat av detta kom I am the City att förbli outgiven till 1993, när den togs med i sin helhet på samlingsalbumet More Abba Gold – More Abba Hits. Demoversioner av melodin hade titlarna Harry och Hurry. 

## 1983
- Every Good Man

Demo som spelades in för musikalen Chess. Melodin fick senare ny text och titeln Heaven Help My Heart och spelades in av Elaine Paige. Demon spelades in med Agnetha Fältskog på sång och Benny Andersson på synthar, men var aldrig tänkt för Abba.  
- When the Waves Roll out to Sea

Instrumental demo inspelad av Benny Andersson för musikalen Chess. Melodin återanvände delar av Just Like That (se ovan, 1982). Inspelningen spelades i brittisk radio BBC Radio 2, 22 januari 2002 som den "okända Abbalåten". Senare fick melodin en demotext med titeln If the Stars are in the Sky och sjöngs in av Tommy Körberg och Elaine Paige, men användes inte till musikalen förrän den sattes upp på svenska i Stockholm under 2000-talet. Den hette då Glöm mig om du kan och sjöngs av Per Myrberg.